# Comando de Base Aérea 13/VII
El Comando de Base Aérea 13/VII (Flug-Hafen-Bereichs-Kommando 13/VII) fue una unidad de la Luftwaffe durante la Segunda Guerra Mundial.

## Historia
Fue formado el 15 de junio de 1944 en Gelnhausen, a partir del Comando de Base Aérea 2/XII. Fue disuelto el 2 de abril de 1945.

## Comandantes
- Mayor general Hans-Jochen von Arnim – (15 de junio de 1944 – 14 de octubre de 1944)
- Teniente coronel Friedrich-Karl Knust – (14 de octubre de 1944 – 2 de abril de 1945)

## Servicios
- junio de 1944 – septiembre de 1944: en Gelnhausen bajo el VII Comando Administrativo Aéreo.
- septiembre de 1944 – abril de 1945: en Gelnhausen bajo el XIV Comando Administrativo Aéreo.

## Orden de Batalla

### Unidades
- Comando de Aeródromo A (o) 20/VII en Wiesbaden-Erbenheim (junio de 1944 – abril de 1945)
- Comando de Aeródromo A (o) 21/VII en Giessen (junio de 1944 – abril de 1945)
- Comando de Aeródromo A (o) 22/VII en Langendiebach (junio de 1944 – abril de 1945)
- Comando de Aeródromo A (o) 23/VII en Maguncia-Finthen (junio de 1944 – septiembre de 1944)
- Comando de Aeródromo A (o) 24/VII en Mannheim-Sandhofen (junio de 1944 – septiembre de 1944)
- Comando de Aeródromo A (o) 25/VII en Fráncfort del Meno/Rin-Meno (junio de 1944 – abril de 1945)
- Comando de Aeródromo A (o) 26/VII en Giebelstadt (junio de 1944 – septiembre de 1944)
- Comando de Aeródromo A (o) 27/VII en Kitzingen (junio de 1944 – septiembre de 1944)
- Comando de Aeródromo E (v) 212/XII en Breitscheid (septiembre de 1944 – marzo de 1945)
- Comando de Aeródromo E (v) 213/XII en Merzhausen (septiembre de 1944 – marzo de 1945)
- Comando de Aeródromo E (v) 221/XII en Zellhausen (septiembre de 1944 – marzo de 1945)
- Comando de Aeródromo E (v) 229/XII en Nidda (septiembre de 1944 – marzo de 1945)